# 宋永武
宋 永武（ソン・ヨンム、송영무，1949年3月23日 - ）は、韓国の海軍軍人。海軍参謀総長を務めた。第45代国防部長官。
2017年7月14日に国防部長官に就任。合同参謀議長に就任した鄭景斗空軍大将と共に、韓国軍創設以来初めて非陸軍出身者が防衛相・制服組トップの2大要職をすべて占めた。
2018年3月8日、スコット・スウェフト アメリカ海軍太平洋艦隊司令官（大将ポスト）と会談した際、「アメリカの原子力潜水艦は朝鮮半島に展開しなくても良い」と司令官に対して発言。米韓の軍事関係を否定しかねない発言だけに、すぐさま国防部の関係者は「長官の冗談だった」として釈明にあたった。また2018年7月には、朴槿恵政権下で軍の防諜部隊が権限を超えて戒厳令の布告を検討する文書の存在を4ヶ月も前に報告されていたにもかかわらず文書を公開しなかったことが発覚し問題となった。こうした不祥事の多さから2018年8月末の内閣改造で更迭された。